# Adriana Lecouvreur (film 1955)
Adriana Lecouvreur è un film del 1955 diretto da Guido Salvini.
È ispirato all'omonima opera lirica di Francesco Cilea.